# Selenops annulatus
Espèce
Synonymes
- Selenops sector Karsch, 1879
- Selenops buchneri Karsch, 1881
- Selenops brownii Marx, 1893

Selenops annulatus est une espèce d'araignées aranéomorphes de la famille des Selenopidae.

## Distribution
Cette espèce se rencontre en Tanzanie, au Rwanda, au Congo-Kinshasa, en Centrafrique, au Cameroun et en Angola,.

## Description
La femelle holotype mesure 9 mm.
Les mâles mesurent de 9,5 à 11 mm et les femelles de 12 à 13,5 mm

## Publication originale
- Simon, 1876 : Étude sur le arachnides du Congo. Bulletin de la Société Zoologique de France, vol. 1, p. 12-15 & 215-224 (texte intégral).